# Hafiz Məmmədov

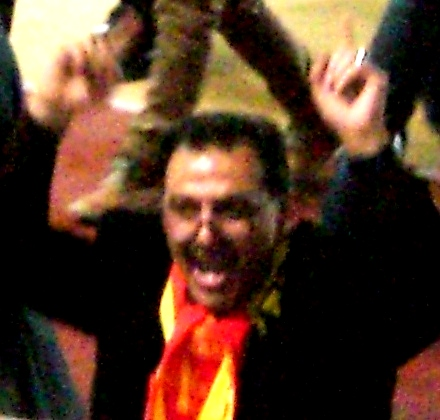
Hafiz Məmmədov

Hafiz Məcid oğlu Məmmədov (* 2. Dezember 1964 in Naxçıvan) ist ein aserbaidschanischer Geschäftsmann, der die Baghlan Group gegründet hat und ihr Eigentümer ist. Ihm gehörten ehemals die Fußballvereine FK Baku und RC Lens. Weiterhin hielt er Anteile an Atlético Madrid und dem FC Porto.

## Leben

### Unternehmer
Hafiz Məmmədov gründete die Baghlan Group 1998 in Aserbaidschan. Die Baghlan Group ist ein Unternehmen, das sich auf die Bereiche Öl, Gas, Bau und Transport spezialisiert hat, hauptsächlich in Aserbaidschan. Obwohl Hafiz Məmmədov nicht mit der Familie des umstrittenen ehemaligen Verkehrsministers Ziya Məmmədov verwandt ist, werden seine engen Verbindungen zur Familie als einer der wichtigsten wirtschaftlichen Vorteile von Baghlan genannt, die der Gruppe ein enormes Wachstum ermöglichten und Hafiz Məmmədov zum Multimillionär machten.
2022 wurde auf Grund von Vorwürfen des Steuerbetruges Hausarrest gegen ihn von den aserbaidanischen Behörden verhängt, der jedoch nach einigen Tagen aufgehoben wurde.

### Fußball
Məmmədov nutzte sein Vermögen, um in seine Leidenschaft für den Fußball zu investieren. Im Jahr 2004 wurde er Eigentümer des lokalen Fußballvereins FK Baku, der damals in der Premyer Liqası spielte. Im Jahr 2013 expandierte er und kaufte den RC Lens in Frankreich. Lens stieg in dieser Saison unter Məmmədovs Führung von der Ligue 2 in die Ligue 1 auf. Məmmədov besaß auch Anteile am La-Liga-Klub Atlético Madrid, der in den Spielzeiten 2012/13 und 2013/14 sehr erfolgreich mit ihm war.
Am 10. Juni 2014 erklärte sich Məmmədov bereit, einen weiteren europäischen Fußballverein zu übernehmen – diesmal war es der englische Erstligist Sheffield Wednesday. Məmmədov strebte die Nachfolge des damaligen Vorsitzenden Milan Mandarić an. Das Angebot für den SWFC belief sich, Gerüchten zufolge, auf rund 50 Mio. EUR, doch Anfang September sagte Milan Mandarić das Geschäft ab, da Məmmədov seinen finanziellen Verpflichtungen nicht nachkam und die Übernahme nicht abschließen konnte. Grund dafür waren finanzielle Schwierigkeiten in Aserbaidschan, die eine Reihe von Spielern und Mitarbeitern des FK Baku dazu zwangen, sich neue Vereine zu suchen, so dass die Zukunft des Vereins ungewiss war.
Später im selben Jahr rief Məmmədovs Versäumnis, die versprochene Investition von rund 4 Millionen GBP zur Finanzierung von Transfers für Lens bereitzustellen, die Fans von Lens zu einem Boykott des Trikotsponsors des Vereins auf, und der Verein war vom Abstieg in Liga 2 bedroht. Während einige Presseberichte darauf hindeuteten, dass Məmmədov in ernsthaften Schwierigkeiten steckte, deuteten andere an, dass ein komplexes Geflecht von Oligarchenverbindungen eine Rettung der Situation ermöglichen könnte.
Məmmədov verkaufte Mai 2016 RC Lens an den Luxemburger Finanzinvestor Solferino SARL Amber Capital, deren Mehrheitsaktionär Atletico Madrid ist und von dem ehemaligen Finanzberater Atleticos, Joseph Oughourlian kontrolliert wird. 34,6 % seiner Anteile am RC Lens gingen direkt an Atletico. Məmmədov plante eine 100%-Übernahme durch Atletico, welche jedoch nicht zustande kam. Stattdessen wurden dieses Anteile 2017 an Solferino SARL Amber Capital weiterverkauft. Joseph Oughourlian wurde 2018 Präsident von RC Lens.
Ebenso war Məmmədov am FC Porto beteiligt.